# Campionato argentino di rugby a 15 1993
Il Campionato argentino di rugby a 15 1993   è stato vinto dalla selezione di Tucumàn che ha battuto in finale la selezione della Unión de Rugby de Rosario.
Le 21 squadre partecipanti erano divise in tre livelli: "Campeonato", "Ascenso", "Clasificacion".

## Torneo "campeonato"
Le 8 squadre della prima divisione erano divise in due gironi di 4 squadre.

### Girone "A"
|               | Tuc.  | Ros   | S J   | M d P |
| ------------- | ----- | ----- | ----- | ----- |
| Tucumàn       | ––––  | 33-20 | 24-21 | 52-10 |
| Rosario       | 20-33 | ––––  | 40-14 | 34-22 |
| San Juan      | 21-24 | 14-40 | ––––  | 23-12 |
| Mar del Plata | 10-52 | 22-34 | 12-23 | ––––  |

| pos | Squadra       | G. | V. | N. | P. | P+  | P-  | Diff. | Pt. |
| 1   | Tucumàn       | 3  | 3  | 0  | 0  | 109 | 51  | +58   | 6   |
| 2   | Rosario       | 3  | 2  | 0  | 1  | 94  | 69  | +25   | 4   |
| 3   | San Juan      | 3  | 1  | 0  | 2  | 58  | 76  | -18   | 2   |
| 4   | Mar del Plata | 3  | 0  | 0  | 3  | 44  | 109 | -65   | 0   |

Retrocede: Mar del Plata

### Girone "B"
|              | B.A.  | Cba   | Cuy   | NOR   |
| ------------ | ----- | ----- | ----- | ----- |
| Buenos Aires | ––––  | 44-16 | 33-27 | 44-0  |
| Córdoba      | 16-44 | ––––  | 31-30 | 56-6  |
| Cuyo         | 27-33 | 30-31 | ––––  | 24-24 |
| Noroeste     | 0-44  | 6-56  | 24-24 | ––––  |

| pos | Squadra      | G. | V. | N. | P. | P+  | P-  | Diff. | Pt. |
| 1   | Buenos Aires | 3  | 3  | 0  | 0  | 121 | 43  | 78    | 6   |
| 2   | Córdoba      | 3  | 2  | 0  | 1  | 103 | 80  | 23    | 4   |
| 3   | Cuyo         | 3  | 0  | 1  | 2  | 81  | 88  | -7    | 1   |
| 4   | Noroeste     | 3  | 0  | 1  | 2  | 30  | 124 | - 94  | 1   |

Retrocede: Entre Rios (peggiore differenza punti)

### Semifinali
| Misiones 8 maggio 1993 | Buenos Aires | 16 – 24 | Rosario | CA Posadas |

| Misiones 8 maggio 1993 | Tucumàn | 25 – 22 | Córdoba | CA Posadas |

### Finale 3-4 posto
| Misiones 9 maggio 1993 | Buenos Aires | 32 – 30 | Córdoba | CA Posadas |

### Finale
| Misiones 9 maggio 1993 | Tucumàn | 24 – 12 | Rosario | CA Posadas |

## Zona "Ascenso"

### Girone C
|            | S.Fè  | Sur   | A-V   | Chu   |
| ---------- | ----- | ----- | ----- | ----- |
| Santa Fè   | ––––  | 43-26 | 22-21 | 57-15 |
| Sur        | 21-22 | ––––  | 18-15 | 65-5  |
| Alta Valle | 26-43 | 15-18 | ––––  | 25-15 |
| Chubut     | 15-57 | 5-65  | 15-25 | ––––  |

| pos | Squadra    | G. | V. | N. | P. | P+  | P-  | Diff. | Pt. |
| 1   | Santa Fè   | 3  | 3  | 0  | 0  | 122 | 62  | 60    | 6   |
| 2   | Sur        | 3  | 2  | 0  | 1  | 404 | 42  | 62    | 4   |
| 3   | Alta Valle | 3  | 1  | 0  | 2  | 66  | 76  | - 10  | 2   |
| 4   | Chubut     | 3  | 0  | 0  | 3  | 35  | 147 | - 112 | 0   |

Promossa: Santa Fè
Retrocede:Chubut

### Girone D
|            | SAL   | STG   | E-R   | MIS   |
| ---------- | ----- | ----- | ----- | ----- |
| Salta      | ––––  | 29-21 | 28-33 | 39-16 |
| Santiago   | 21-29 | ––––  | 27-16 | 49-10 |
| Entre Rios | 33-28 | 16-27 | ––––  | 35-17 |
| Misiones   | 16-39 | 10-49 | 17-35 | ––––  |

| pos | Squadra    | G. | V. | N. | P. | P+ | P-  | Diff. | Pt. |
| 1   | Salta      | 3  | 3  | 0  | 0  | 96 | 70  | 26    | 6   |
| 2   | Santiago   | 3  | 2  | 0  | 1  | 97 | 55  | 42    | 4   |
| 3   | Entre Rios | 3  | 1  | 0  | 2  | 84 | 72  | 12    | 2   |
| 4   | Misiones   | 3  | 0  | 0  | 3  | 43 | 123 | -80   | 0   |

Promossa: Salta
Retrocede:Misiones

## "Clasificacion"

### Girone "A"
|         | AUS   | OES   | CEN   |
| ------- | ----- | ----- | ----- |
| Austral | ––––  | 39-10 | 35-24 |
| Oeste   | 10-39 | ––––  | 19-5  |
| Centro  | 24-35 | 5-19  | ––––  |

| pos | Squadra | G. | V. | N. | P. | P+ | P- | Diff. | Pt. |
| 1   | Austral | 2  | 3  | 0  | 0  | 74 | 34 | 40    | 4   |
| 2   | Oeste   | 2  | 1  | 0  | 2  | 29 | 44 | -15   | 2   |
| 3   | Centro  | 2  | 0  | 0  | 2  | 29 | 54 | - 25  | 0   |

Promossa: Austral

### Girone "B"
|             | CUE   | JUJ   |
| ----------- | ----- | ----- |
| Cuenca d.S. | ––––  | 43-20 |
| Jujuy       | 20-43 | ––––  |

| pos | Squadra           | G. | V. | N. | P. | P+ | P- | Diff. | Pt. |
| 1   | Cuenca del Salado | 1  | 1  | 0  | 0  | 76 | 29 | 47    | 2   |
| 2   | Jujuy             | 1  | 0  | 0  | 1  | 34 | 68 | -34   | 0   |

Promossa: Cuenca del Salado